# Pošta 6 (Bělehrad)
Budova Pošty 6 (v srbské cyrilici Пошта 6 se nachází v centru Bělehradu v Srbsku, na ulici Savska, v blízkosti Sávského náměstí (Savski trg). Funkcionalistická budova vznikla po druhé světové válce.

## Historie
V roce 1929 vznikl na místě současné budovy objekt pošty v srbsko-byzantském stylu podle návrhu architekta Momira Korunoviće. Ten byl však poničen během bombardování města na začátku druhé světové války. Vážnou ránu mu zasadila poté i bombardování spojeneckých letectev v závěru konfliktu. Po skončení války zůstala namísto historizující budovy pouze ruina, kterou se tehdejší správa města rozhodla radikálně přestavit. Původní objekt byl snížen o dvě patra, odstraněny všechny ornamenty a nová fasáda vznikla v funkcionalistickém slohu. Návrh vypracoval architekt Pavle Krat a dokončen byl v roce 1947.
Přestavba objektu odpovídala trendu doby po druhé světové válce, byla však v pozdější době kritizována za zničení architektonicky hodnotné a zajímavé budovy.[zdroj?] Bělehradští představitelé se v 2. dekádě 21. století pokoušeli v rámci projektu Beograd na vodi zajistit financování pro rekonstrukci budovy pošty a její přestavbu do podoby, kterou měla před druhou světovou válkou.